# Sascha Grote
Sascha Grote (* 24. Februar 1971) ist ein ehemaliger deutscher Handballspieler.

## Karriere
Der Torhüter Sascha Grote spielte als Jugendlicher Fußball und wechselte erst im Alter von 19 Jahren zum Handball. Von 1992 bis 1994 war er dritter Torhüter beim Bundesligisten TuS Nettelstedt. Anschließend wechselte er zur TSG Altenhagen-Heepen in die 2. Bundesliga. Am 27. April 1997 gelang ihm im Spiel gegen den VfL Bad Schwartau ein Tor durch einen verwandelten Siebenmeter. Im Jahre 1999 kehrte Grote nach Nettelstedt zurück. Zwei Jahre später stieg er mit seiner Mannschaft aus der Bundesliga ab. In der Saison 2001/02 spielte Sascha Grote erneut für die TSG Altenhagen-Heepen in der 2. Bundesliga, bevor er sich im Sommer 2002 dem Ligarivalen TuS Spenge anschloss. In der Saison 2004/05 kehrte er nach Nettelstedt zurück, wo die nunmehr als TuS N-Lübbecke spielende Mannschaft in die Bundesliga zurückgekehrt war. Nach einer Saison folgte der erneute Wechsel zum TuS Spenge, wo er 2007 seine Karriere beendete.
Sascha Grote ist verheiratet und arbeitet als Polizeikommissar.